# 捷豹XJ

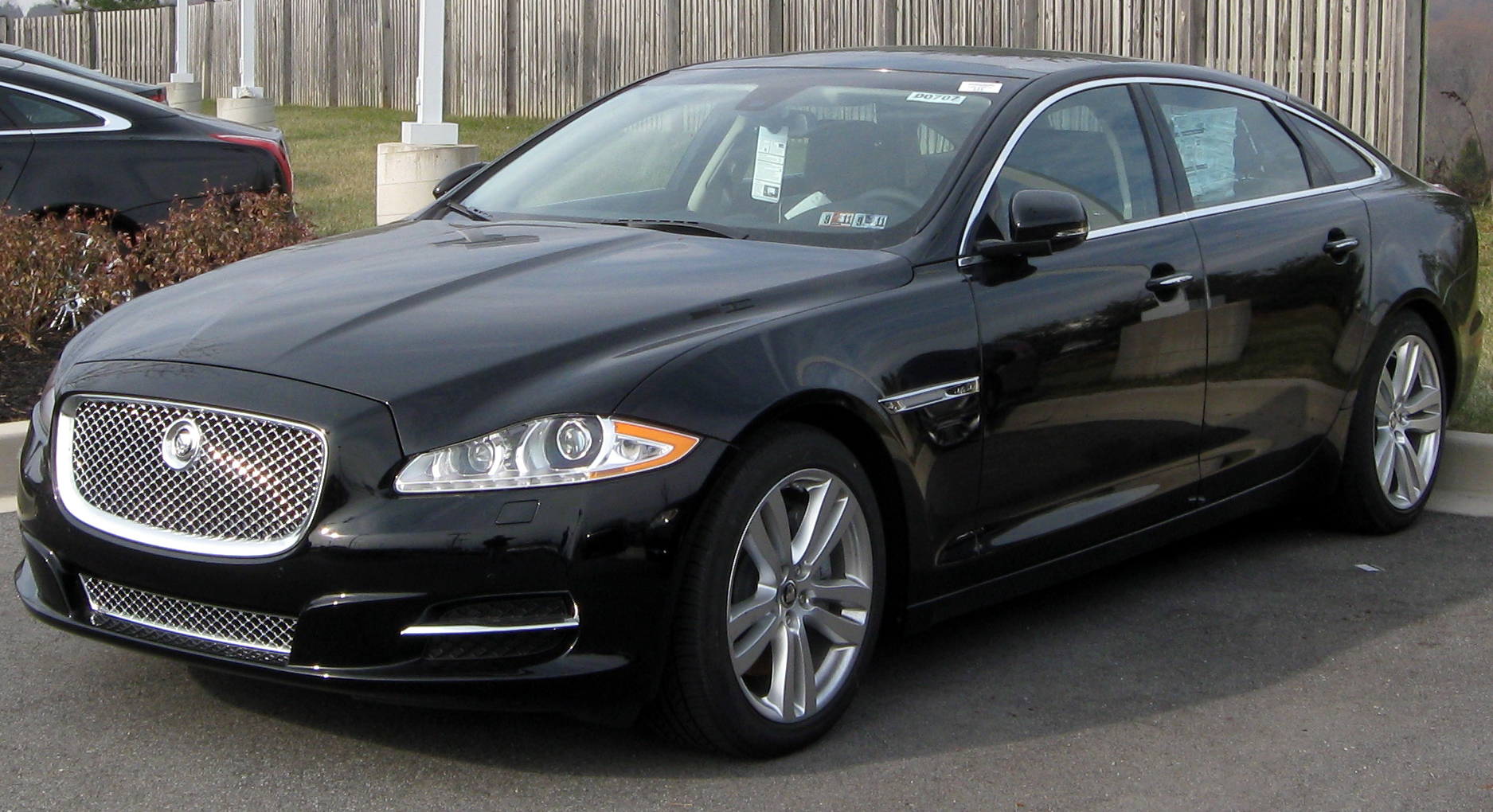

捷豹XJ（Jaguar XJ），是英國汽車品牌捷豹自1968年以來銷售的一系列大尺寸豪華汽車的型號。自1970年以来，它一直是捷豹的旗艦車種，由該公司創辦人威廉·里昂 （页面存档备份，存于）爵士推動，受到無數的媒體關注與好評。目前的捷豹XJ（X351）於2010年推出，它是英國皇室使用的豪華汽车之一，另有一裝甲版用於接送英國首相。